# E-Plus
E-Plus fue un operador de telecomunicaciones móvil de Alemania del grupo E-Plus. Perteneció al grupo holandés KPN desde el año 2000 hasta el 1 de octubre de 2014, antes de formar parte de Telefónica Deutschland Holding. E-Plus tenía cerca de 25,5 millones de clientes, siendo el tercer operador de redes móviles más grande de Alemania, después de T-Mobile (38 millones de suscriptores) y de Vodafone (32 millones de suscriptores).
E-Plus fue comprada por el operador de telecomunicaciones holandés KPN en 2002. Desde el año 2013 esta (KPN) pertenece a Orange, filial de telefonía móvil del grupo France Télécom. El 3 de julio de 2014 la Comisión Europea aprueba la venta de E-Plus a la española Telefónica, por lo que a partir de ese momento la compañía pasa a ser parte del grupo Telefónica y la primera operadora móvil del país por número de suscripciones.

## Historia
En 1993 le concedieron la primera licencia DCS-1800 de Alemania (renombrada posteriormente como GSM-1800). Una de las cláusulas de la adjudicación fue que ningún otro operador de red móvil podría operar esta banda en el plazo de 3 años desde su puesta en marcha.
La red comenzó a operar como red “metropolitana”, con cobertura solamente en las ciudades más grandes, en 1994. El área de cobertura se fue ampliando rápidamente; pero durante años la imagen de la red se vio perjudicada por la opinión generalizada de carestía de cobertura. Como las contramedidas, la recuperación de los mensajes del contestador durante los primeros de años de operación fueron gratis, y las llamadas facturadas en periodos de seis segundos (en contraste con los periodos de un minuto de las otras redes); después de que comenzase el uso generalizado de los SMSs, éste también fue gratuito durante una temporada.
E-Plus fue la segunda red en Alemania en ofrecer tarifas de prepago a sus clientes (después de XtraCard de T-Mobile) y en introducir HDCS, que incrementaba la velocidad de las conexiones de datos sobre GSM comparables a los accesos por módem. Poco después eso, E-Plus actualizó su red para soportar GPRS. Ahora también operan una red del 3G UMTS.
En febrero de 2006, después de la liberación de la banda EGSM900 hacia finales de 2005 (restringida hasta ese momento para usos militares), la autoridad reguladora alemana Bundesnetzagentur asigna dos frecuencias de 2 x 5MHz a E-Plus y O2 Alemania, las cuales operaban sólo previamente en GSM1800. A cambio, ya estas frecuencias facilitan el despliegue de cobertura en zonas rurales y mayor capacidad para las zonas urbanas, E-Plus y O2 Alemania tuvieron que facilitar frecuencias GSM1800 a los dos operadores más grandes: T-Mobile y Vodafone. Las primeras estaciones base de EGSM900 empezaron a funcionar en abril de 2006. En marzo de 2007 E-Plus subcontrata el despliegue, la gestión y mantenimiento de su red a Alcatel-Lucent y transfiere 750 empleados a la compañía franco-americana.
E-Plus fue la primera compañía para introducir i-mode en Alemania, cuando los otros operadores todavía no ofrecían MMS.
Recientemente, E-Plus ha comenzado a poner su red al servicio de diversos OMVs como BASE, blau.de, ALDI Talk, Simyo, VIVA y JambaSIM. También posee y opera AY YILDIZ, una marca dirigida a la población turca de Alemania que ofrece precios económicos tanto en llamadas a Turquía como roaming sobre redes de este país.

## Competidores
- T-Mobile
- Vodafone
- O2